# هورنباخ
هُرنبَخ (بالألمانية: Hornbach) (نقحرة: هورنباخ) هي بلدة ألمانية تقع في ألمانيا في Südwestpfalz، على الحدود مع فرنسا، يقدر عدد سكانها بـ 1,642 نسمة .